# Linda Seger
Linda Seger é um roteirista treinadora e consultora de roteiros mais conhecida por seu método de análise de roteiros de filmes. Ela fundou the script consulting industry, tornando-se a primeira empresária que viu script de consultoria como um negócio. Ela consultou mais de 2000 roteiros e mais de 100 filmes produzidos e programas de televisão, incluindo Universal Soldier, The Neverending Story II, Luther, The Bridge (miniseries,) etc. Seus clientes incluem Peter Jackson, Tri-Star Pictures, Ray Bradbury, e William Kelley.[carece de fontes?]
Ela morou em Los Angeles por 25 anos, e agora trabalha de sua casa nas montanhas do Colorado. Ao contrário de outros roteiristas gurus, (John Truby), (Syd Field), e (Michael Hauge), ela concentrou-se exclusivamente na consultoria e ensino. Ela apresentou seu seminários em mais de 30 países, em seis continentes diferentes, incluindo seminários para a ABC, CBS, NBC, o McGyver . Ela tem treinado consultores para os países da Nova Zelândia, Alemanha, Escandinávia, Itália e Áustria. .
Ela é autora de doze livros, incluindo o best-seller Making A Good Script Great e, em 2009, Spiritual Steps on the Road to Success.
Ela é a ganhadora do The Redemptive Film Festival Lifetime Achievement Award, The Moondance International Film Festival Living Legacy Award, The Candlelight Award "por ser uma luz para a Indústria do Entretenimento" e " Distinguished Alumni Award da Escola de Religião do Pacífico.
Educação:
- B. A. em inglês pelo Colorado College,
- M. A. em Teatro da Universidade de Northwestern.
- M. R. em Religião e a Artes de  Pacific School of Religion, Berkeley, Califórnia
- Th.D. no Drama e na Teologia do Graduate Theological Union, em Berkeley, Califórnia
- M. A. em teologia Feminista do Imaculado Coração de College Center, em Los Angeles, Califórnia.

Lista parcial de clientes e filme de Linda Seger pode ser encontrado no IMDB e lista de clientes em seu website LindaSeger.com.
Ela é membro da Sociedade Religiosa dos Amigos (Quakers), desde 1970.